# Ficus borneensis
Ficus borneensis är en mullbärsväxtart som beskrevs av K.M. Kochummen. Ficus borneensis ingår i släktet fikonsläktet, och familjen mullbärsväxter. Inga underarter finns listade i Catalogue of Life.